# ジークフリート・ブレッヘルト
ジークフリート・ブレッヘルト（Siegfried Blechert, 1946年 – ）は、デンマーク生まれのドイツの化学者である。
デンマーク王国、オールボー (Aalborg) に生まれる。ドイツのハノーファー大学にて化学を学び、1974年にウィンターフェルト教授の下で博士号を得た。引き続きウィンターフェルト教授の下で博士研究員として働いた後に、ジフ・シュール・イベット（フランス）のポティエ教授の下でも博士研究員として研究を続けた。1982年にハノーファー大学へ講師として赴任した後、1986年に教授資格審査 (Habilitation) を修了し、ボン大学に教授として赴任した。1990年にベルリン工科大学化学科の教授として赴任し、2004年より学科長となり現在に至る。
専門は有機化学であるが、その中でもオレフィンメタセシスの化学、天然物の全合成に関連した研究で数多くの業績をあげている。